# Daniel Storz
Pour les articles homonymes, voir Storz.
Daniel Storz, né à Bruxelles en 1948, est un photographe belge, artiste plasticien et éditeur belgo-suisse. Il vit et travaille à Néthen.

## Biographie
Daniel Storz a suivi des études de photographie à l’Institut de Radio Cinéma (INRACI) de Bruxelles de 1964 à 1967. En parallèle, il se forme au travail en laboratoire auprès de photographes comme Roger Asselbergs et Charles Goossens. En 1973, il fonde Duplimédia, un laboratoire photographique professionnel, puis, en 1983, il lance un atelier de retouches et d’impression photographiques consacré à l’art : APP Photolab qui a su résister à la numérisation de l’image puisqu’il existe toujours aujourd’hui. Editeur de livres, Daniel Storz a notamment publié « Namur-Bruxelles aller-retour » avec l’écrivain namuroise Jacqueline Daussain.

## Œuvre
Daniel Storz a consacré une grande partie de son œuvre au quotidien duquel il offre une vision réaliste mais atypique et intimiste. En 1966, il photographie le quartier populaire bruxellois des Marolles à l’aide de son Reflex Pentax. Plus tard, il réalisera des tirages argentiques, puis numériques de villes comme Namur, Bruxelles, Bâle et Berne, Barcelone ou encore la Province du Brabant wallon à travers son travail sur la Dyle et la Hesbaye.
Dans la seconde partie de sa carrière artistique, Daniel Storz effectue un travail sur les matières, la négativité, les couleurs et les contrastes. Il travaille également le fusain, technique apprise par sa fille, Sophie Storz. Il livre ainsi une vision altérée et poétique du réel avec Libertés Végétales voire des créations qui se situent entre l’art graphique et l’art pictural avec Outre-Atlantide.

## Expositions individuelles (sélection)
- 2018 : Libertés Végétales avec la participation de Bob Verschueren et son installation Worker's wings pour FLEURS PLAISANTES (Namur en fleurs), Galerie du Beffroi, Namur
- 2018 : Libertés Végétales, Galerie Hélène Sion , Woluwé Saint Pierre
- 2018 : État des lieux. Photographie autour de la Dyle, La Plus Petite Galerie du Monde (ou presque), Roubaix
- 2006 : Château de l‘Ermitage, Wavre[8]
- 2006 : Marolles 66… Du bucht ou du brol?
- 2009 : Het Goudblommeke in Papier, Bruxelles[6]
- 2007 : Maison Pelgrims, Bruxelles
- 2006 : Ateliers des Tanneurs, Bruxelles
- 2006 : Tours Capitales : petits bonheurs dominicaux dans les deux capitales de Belgique
- 2012 : Galerie du Beffroi, Namur[7]
- 2009 : Maison des Cultures, Bruxelles
- 2008 : Halles Saint-Géry, Bruxelles
- 2008 : Impromptus helvétiques
- 2012 : Ambassade de Suisse en France, Paris
- 2012 : Galerie 30-32, Paris
- 2012 : Outre-Atlantide
- 2013 : Galerie 30-32, Paris
- 2009 : Galerie 2016 , Bruxelles

## Collections
- Bibliothèque nationale de France
- Musée d'Ixelles

## Publications
- Namur-Bruxelles aller-retour, Jacqueline Daussain et Daniel Storz, 112 pages, 2012, APP Editions, avenue du Prince Héritier, 1200 Bruxelles[2].
- Marolles 66, Daniel Storz, 72 pages, 2009, CFC Editions, Place des Martyrs 14, 1000 Bruxelles[9].
- Solitudes, Yves Jeunehomme et Daniel Storz, 52 pages, 2012, APP Editions, avenue du Prince Héritier, 1200 Bruxelles.